# Librita heras
Librita heras is een vlinder uit de familie van de dikkopjes (Hesperiidae). De wetenschappelijke naam van de soort is voor het eerst geldig gepubliceerd in 1900 door Frederick DuCane Godman.